# Anna Renzi

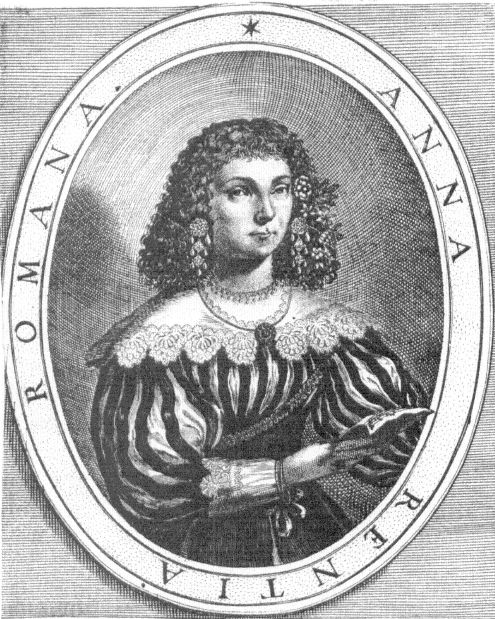
Anna Rentia Romana, Stich von Jacobus Pecinus Venetus, 1644.

Anna Renzi, genannt Romana (auch Anna Rentia oder Renzini; * ca. 1620, wahrscheinlich in Rom; † nach 1662) war eine italienische Opernsängerin (Sopran). Sie gilt allgemein als erste wirkliche Primadonna der venezianischen Oper.

## Leben
Ihr Vater war Pietro Renzi, der ähnlich wie sie selbst als „romano“ bezeichnet wurde, also aus Rom stammte. Ihr Geburtsdatum ist nicht bekannt, wird aber gewöhnlich auf etwa 1620 geschätzt. Da es im 17. Jahrhundert üblich war, dass Sänger oft sehr früh, noch als Jugendliche, auf der Bühne debütierten, könnte sie jedoch sehr gut etwas jünger gewesen und erst zwischen 1620 und 1625 geboren sein.
Über Anna Renzis Ausbildung ist nichts Genaues bekannt, aber sie gilt als Schülerin des nicht viel älteren Sängers und Komponisten Filiberto Laurenzi (* 6. Februar 1618), mit dem sie von etwa 1639 bis 1644 zusammenarbeitete. 1639–1640 trat sie beim französischen Botschafter in Rom in der Rolle der Lucinda in Laurenzis Oper Il favorito del principe auf.
Der Komponist Francesco Sacrati holte sie nach Venedig, wo sie im Karneval 1641 bei der Eröffnung des Teatro Novissimo in seiner Oper La finta pazza auftrat (Libretto: Giulio Strozzi). Renzis Darstellung der Deidamia, die vorgibt, wahnsinnig zu sein, und dabei in die verschiedensten Gefühlszustände verfällt, war ein rauschender Erfolg, und etablierte nicht nur diese Oper auf Jahrzehnte hinaus, sondern auch die Form der Wahnsinnsszene. Die Sängerin wurde dabei sowohl für ihre darstellerischen als auch für ihre musikalischen Talente bewundert.
In den folgenden Jahren war sie der Star in einer Reihe weiterer Opern, die ihr auf den Leib geschrieben wurden. 1642 sang sie die Archimene in Sacratis Bellerofonte, und 1643 im Teatro SS. Giovanni e Paolo die Aretusa in La finta savia, mit Musik von Laurenzi und anderen Komponisten. Im selben Jahr nutzte Claudio Monteverdi ihre expressiven Talente für die Rolle der Ottavia in L’ Incoronazione di Poppea. Da diese Rolle ziemlich klein ist, und auf tragischen Ausdruck und Rezitative beschränkt, und weil Renzis vielseitige Qualitäten dadurch nicht voll ausgeschöpft wurden, wird gelegentlich vermutet, dass sie möglicherweise auch die lebhafte und fröhliche Rolle der Drusilla sang (Schneider, 2012).
Mittlerweile verdiente sie mit ihren Auftritten in einer Oper die für ihre Zeit ungewöhnlich hohe Summe von 750 Dukaten, mehr als alle anderen Sänger (Glixon, 1995, S. 514). Es folgte wiederum am Teatro Novissimo 1644 die Titelrolle in einer Oper Deidamia, deren Musik vermutlich von Laurenzi stammte (Libretto: Scipione Errico).
1644 veröffentlichte der Librettist Giulio Strozzi (und Adoptivvater von Barbara Strozzi) die Lobschrift Le glorie della signora Anna Renzi romana („Die Glorien der Signora Anna Renzi aus Rom“), mit Beiträgen verschiedener anderer Autoren der Accademia degli Incogniti („Akademie der Unbekannten“) – einem Kreis gebildeter Aristokraten, die die Entwicklung der venezianischen Oper förderten (u. a. durch eigene Libretti). Dieser Publikation verdankt die Nachwelt das einzige bekannte Porträt der Sängerin (siehe oben) und Strozzis für die damalige Zeit relativ genaue Beschreibungen von Gesang und Darstellungskunst der Renzi (siehe unten). Auch ihren Charakter beschrieb er: „Signora Anna, von Natur aus von melancholischen Temperament, ist eine Frau von wenig Worten, aber diese sind angemessen, feinfühlig und wertvoll durch ihre schönen Aussagen.“
Der Engländer John Evelyn hörte sie 1645 als Rodopea in Ercole in Lidia von Giovanni Rovetta und schrieb, dass die berühmte „Anna Rencia“ zu dieser Zeit als beste weibliche Sopranistin Italiens galt; Evelyn selbst fand allerdings einen mitwirkenden Kastraten noch besser („...famous voices, Anna Rencia, a Roman, and reputed the best treble of women; but there was an eunuch who, in my opinion, surpassed her“). Nach weiteren Auftritten der Renzi im Karneval 1646 lud der Engländer sie zum Essen ein, wo sie zusammen mit einem Kastraten erschien und einige „seltene Stücke“ am Cembalo sang.
Am 17. Juni 1645 unterzeichnete Anna Renzi einen Heiratsvertrag mit einem nicht genau identifizierten „Ruberto Sabbatini, romano“ (Glixon, 1995, S. 515–529), bei dem es sich vielleicht um einen Sänger handeln könnte, der 1648 im Dienst von Erzherzog Leopold Wilhelm stand (Liebrecht, 1921, S. 560–564; Hill, 1976, S. 45); oder um einen Violinvirtuosen, der in den 1650er Jahren am Hof in Innsbruck und später in Neuburg wirkte (Senn, 1954, S. 263 f.). In der Literatur wird oft angezweifelt, ob die Hochzeit wirklich stattfand, da die Renzi in den bisher bekannten späteren Dokumenten nicht als verheiratete Frau erscheint.
Während die venezianischen Theater „wegen Kriegwirren“ zwischen 1645 und 1647 geschlossen blieben, war sie im Herbst 1647 vorübergehend in Rom, doch hatte sie Ende der 1640er und in den 1650er Jahren ihren Hauptwohnsitz nachweislich in Venedig, wo sie 1648–1649 am Teatro SS. Giovanni e Paolo sang, in den Opern Torilda von Francesco Cavalli (?) und Argiope von Alessandro Leardini.
Ab etwa 1650 gab sie auch eine Reihe von Gastspielen außerhalb Venedigs. So war sie Ende 1649 oder 1650 vermutlich in Florenz (wahrscheinlich in Deidamia von 1644) und sang Anfang 1653 in Genua, unter anderem in Antonio Cestis Cesare amante.
Es folgte ein erster Aufenthalt am Hof zu Innsbruck, vom 30. Oktober 1652 bis Ende August 1654, wo sie u. a. die Titelrolle in Cestis Cleopatra (= Cesare amante) sang. Nach einem Zwischenaufenthalt in Venedig, mit Auftritten in Pietro Andrea Zianis Eupatra im Teatro di Sant’Apollinare, war sie in der zweiten Hälfte des Jahres 1655 nochmals in Innsbruck, um bei den Feierlichkeiten anlässlich der Konversion der Christine von Schweden zum katholischen Glauben mitzuwirken. In der Aufführung von Cestis Oper Argia (Text: Giovanni Filippo Apolloni) war sie die einzige Frau unter lauter Kastraten bzw. Männern und wurde von der schwedischen Exkönigin mit einer Medaille samt Kette beschenkt. Auf der Rückreise nach Venedig musste sie gemeinsam mit anderen Sängern aus medizinischen Gründen in ein Lazarett in Verona.
Anna Renzis letzter erwiesener Auftritt in Venedig fand im Karneval 1657 statt, im Teatro Sant’Appolinare, als Damira in Zianis Oper Le Fortune di Rodope e Damira (Text: Aurelio Aureli), wieder in einer Rolle als vorgeblich „Wahnsinnige“.
Möglicherweise war sie im Januar 1660 wieder in Innsbruck. Es scheint, als ob sie im November 1662 nochmals heiraten wollte, jedoch verliert sich von da an ihre Spur. Ihr Todesdatum und -ort sind bisher nicht bekannt.
Orazio Tarditi widmete der „sehr berühmten und virtuosen Signora Anna Renzi“ („molto illustre e virtuosissima signora Anna Renzi“) seine 1642 in Venedig erschienenen Canzonette amorose a 2 e 3 voci. Auch mehrere Poeten priesen sie in einigen Sonetten: Scipione Errico in seinen Poesie liriche (Venedig 1646, S. 14), Pietro Paolo Bissari im ersten Buch seiner Stille d’Ippocrene (Venedig 1648, S. 23 und 86), Giovan Francesco Loredan in Ragguagli di Parnaso (in: Bizzarrie accademiche, II, Venedig 1654, S. 196–198) und Bernardo Morando im ersten Band seiner Fantasie poetiche (Piacenza 1662, S. 38).

## Würdigung
Anna Renzis Karriere fällt in die Zeit kurz nach der Gründung der ersten öffentlichen, kommerziellen Opernhäuser in Venedig, in den 1640er bis in die 1650er Jahre. Sie war ein gefeierter Star ihrer Zeit, die erste Primadonna der Oper, und wurde für ihr ungewöhnlich vielseitiges Ausdrucksspektrum gerühmt, das vom Komischen bis zum Tragischen reichte, weshalb Strozzi sie mit den Musen Thalia und Melpomene verglich.
Er beschrieb auch genau ihre Schauspielkunst und wie sie mithilfe der Körperhaltung, mit Gesten, Gesichtsausdruck und Stimme die verschiedensten Emotionen ausdrückte, und gelegentlich plötzlich in Lachen oder Weinen ausbrach. Dabei wirkte ihr Spiel „so lebensecht, dass die Antworten und Reden wirken, als ob sie nicht auswendig gelernt wären, sondern im Moment entstanden“ („...sì viva che paiono le risposte e i discorsi non appresi dalla memoria, ma nati allora“). All dies habe sie gelernt, indem sie „still die Handlungen der anderen beobachtete; und wenn sie sie dann darstellen soll (…), zeigt sie ihren Geist und Wert zusammen mit dem, was sie durch ihre Beobachtungen gelernt hat“ („...va tacitamente osservando le azioni altrui, e quando poi ha da rappresentarle [...] mostra lo spirito e valor suo appreso con lo studio delle osservazioni fatte“) (Strozzi: Le Glorie..., 1644, S. 8–11).
Über ihre gesanglichen Qualitäten berichtet Strozzi, der sich als Adoptivvater von Barbara Strozzi in diesen Dingen auskannte: „Sie hat eine flüssige Zunge und weiche Aussprache, nicht affektiert, nicht (zu) schnell; eine volle sonore Stimme, nicht rauh, nicht heiser, und die das Ohr auch nicht mit übermäßiger Feinheit beleidigt; sie (die Stimme) kommt aus dem Temperament der Brust und Kehle, wofür man eine gute Stimme und viel Wärme braucht, um die Passagen auszudehnen, und genug Feuchtigkeit, um sie weich und sanft zu machen.“
Abgesehen von einer angenehmen, schönen und fülligen Stimme, habe Anna Renzi außerdem „glückliche Passagen“ und den sogenannten „doppelten Triller“ (trillo doppio) besessen, den sie sowohl „leicht, als auch forte“ singen konnte („ha il passaggio felice e ’l trillo doppio, gagliardo e rinforzato“; Strozzi: Le Glorie..., 1644, S. 8–11). Ihre dramatischen und vokalen Qualitäten hätten außerdem nicht einmal dann gelitten, wenn sie viele Abende hintereinander auftreten musste, wie es unter anderem nach ihrem Debüt in Sacratis La finta pazza geschah, als sie in 17 Tagen 12 Aufführungen singen musste.
Von Anna Renzis Repertoire ist nur noch die Musik zu vier Rollen erhalten: Deidamia in La finta pazza von Sacrati, Ottavia in L’incoronazione di Poppea von Monteverdi; Aretusa in La finta savia von Laurenzi; und Damira in Zianis Le fortune di Rodope e Damira. Daraus geht hervor, dass sie neben einem großen Ausdrucksspektrum eine agile und flexible Stimme hatte, wenn auch nicht so „ungewöhnlich virtuos“, wie dies später üblich wurde.

## Einzelanmerkungen
1. 1 2 3  Joachim Steinheuer: Renzi, Anna, in: MGG online, 2005/2016, online (Abruf am 31. Januar 2020)
2. 1 2 3 4 5 6 7 8 9 10 11 12 13 14 15 16 17 18 19 20 21 22 23 24 25 26 27  Nicola Badolato: Renzi, Anna, in: Dizionario Biografico degli Italiani, Volume 87, 2016, online auf Treccani (italienisch; Abruf am 31. Januar 2020)
3. 1 2 3 4 5 6  Rebecca Cypess: Anna Renzi, in: Encyclopaedia Britannica (update 1. Januar 2020), online (englisch; Abruf am 31. Januar 2020)
4. ↑  Isabelle Putnam Emerson: Anna Renzi, in: Five Centuries of Women Singers, … 2005, online, S. 43
5. 1 2 3 4  Thomas Walker: Renzi (Rentia, Renzini), Anna, in: Oxford Music online, 2001, online (Memento des Originals vom 1. Februar 2020 im Internet Archive)  Info: Der Archivlink wurde automatisch eingesetzt und noch nicht geprüft. Bitte prüfe Original- und Archivlink gemäß Anleitung und entferne dann diesen Hinweis. (englisch; Abruf am 31. Januar 2020)
6. ↑  Ellen Rosand: Opera in Seventeenth-Century Venice – The creation of a genre, University of California Press, Berkeley/Los Angeles/Oxford, 1991, online, S. 110–121
7. ↑  Hier aus dem Englischen: „Signora Anna, of melancholy temperament by nature, is a woman of few words, but those are appropriate, sensibel, and worthy for her beautiful sayings.“ Isabelle Putnam Emerson: Anna Renzi, in: Five Centuries of Women Singers, Greenwood Publishing Group, 2005, S. 43–50, hier: S. 47, online
8. ↑  Ellen Rosand: Opera in Seventeenth-Century Venice – The creation of a genre, University of California Press, Berkeley/Los Angeles/Oxford, 1991, online, S. 121.
9. ↑  (The diary of John Evelyn, hrsg.v. E. S. de Beer, II, Oxford 1955, S. 449–452, 474 f.). Isabelle Putnam Emerson: Anna Renzi, in: Five Centuries of Women Singers, Greenwood Publishing Group, 2005, S. 43–50, hier: S. 46, online
10. ↑  The diary of John Evelyn, hrsg.v. E. S. de Beer, II, Oxford 1955, S. 449–452, 474 f. Hier nach: Isabelle Putnam Emerson: Anna Renzi, in: Five Centuries of Women Singers, Greenwood Publishing Group, 2005, S. 43–50, hier: S. 46, online
11. ↑  Isabelle Putnam Emerson: Anna Renzi, in: Five Centuries of Women Singers, Greenwood Publishing Group, 2005, S. 43–50, hier: S. 46 und 48, online
12. ↑  Stand Januar 2020
13. ↑  Ellen Rosand: The Primadonna, in: Kapitel 8 I piú canori cigni e le suavissime sirene: The Singers, in: Opera in Seventeenth-Century Venice – The creation of a genre, University of California Press, Berkeley/Los Angeles/Oxford, 1991, online, S. 232
14. ↑  Isabelle Putnam Emerson: Anna Renzi, in: Five Centuries of Women Singers, … 2005, online, S. 44–45
15. ↑  Hier aus dem Englischen (nach Strozzi): „She has a fluent tongue, smooth pronunciation, not affected, not rapid, a full, sonorous voice, not harsh, not hoarse, nor one that offends you with excessive subtlety; which arises from the temperament of the chest and throat, for which good voice much warmth is needed to expand the passages, and enough humidity to soften it and make it tender“ (Strozzi: Le Glorie..., 1644, Appendix II.2b). Ellen Rosand: The Primadonna, in: Kapitel 8 I piú canori cigni e le suavissime sirene: The Singers, in: Opera in Seventeenth-Century Venice – The creation of a genre, University of California Press, Berkeley/Los Angeles/Oxford, 1991, online, S. 232
16. ↑  Strozzi ist hier offensichtlich von der alten Lehre der Elemente und Körpersäfte beeinflusst.
17. ↑  Hier sind möglicherweise nicht nur ausgeschriebene Läufe gemeint, sondern insbesondere auch improvisierte „willkürliche“ Verzierungen.
18. ↑  “Doppio” bezieht sich hier vermutlich auf die Schnelligkeit der Notenwerte, also ein schneller Triller, der sehr wahrscheinlich in der Kehle geschlagen wird.
19. ↑  Isabelle Putnam Emerson: Anna Renzi, in: Five Centuries of Women Singers, Greenwood Publishing Group, 2005, online, S. 45

| Personendaten    | Personendaten                       |
| ---------------- | ----------------------------------- |
| NAME             | Renzi, Anna                         |
| ALTERNATIVNAMEN  | Rentia, Anna; Renzini, Anna; Romana |
| KURZBESCHREIBUNG | italienische Opernsängerin          |
| GEBURTSDATUM     | um 1620                             |
| GEBURTSORT       | unsicher: Rom                       |
| STERBEDATUM      | nach 1662                           |